# Església d'Achao
L'església Santa María de Loreto d'Achao anomenada normalment com a església d'Achao o església Santa María d'Achao, és un edifici religiós catòlic situat a la plaça d'armes de la localitat d'Achao, a la comuna de Chiloé de Quinchao, a l'illa homònima del sud de Xile, que forma part del grup de les setze esglésies de fusta de l'Arxipèlag de Chiloé qualificades com a Monument Nacional de Xile i reconegudes com a Patrimoni de la Humanitat per la UNESCO.
La construcció de la nau central i de les laterals, duta a terme per missioners jesuïtes, data de l'any 1740, esdevenint l'església més antiga de Chiloé i l'església de fusta més antiga de Xile; se la considera com una de les més valuoses de tot el país, tant per la seva antiguitat com pels treballs ornamentals en fusta. La torre que es pot apreciar data de principis del segle xx.
És la seu d'una de les 24 parròquies que formen part de la diòcesi d'Ancud.

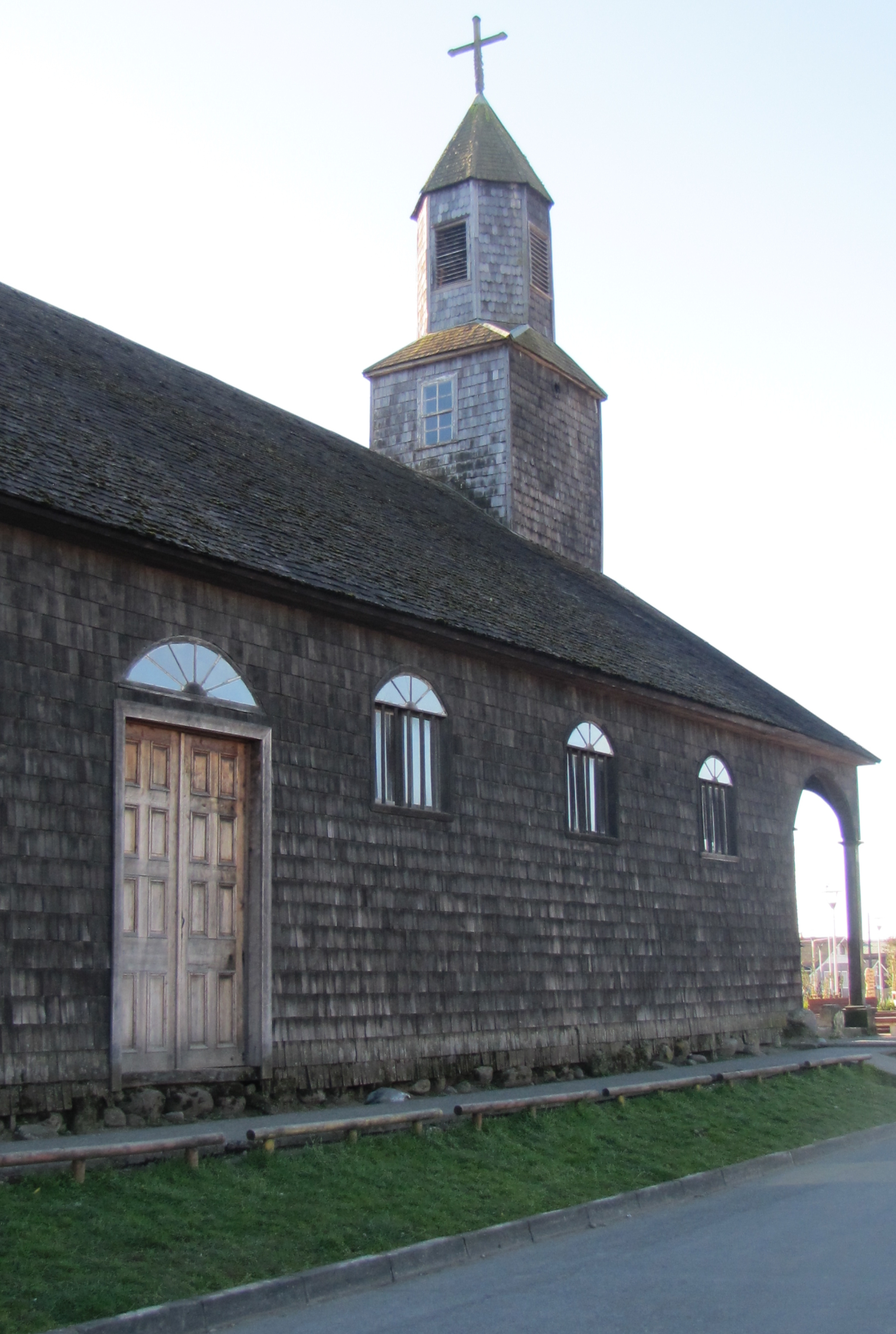
Vista lateral
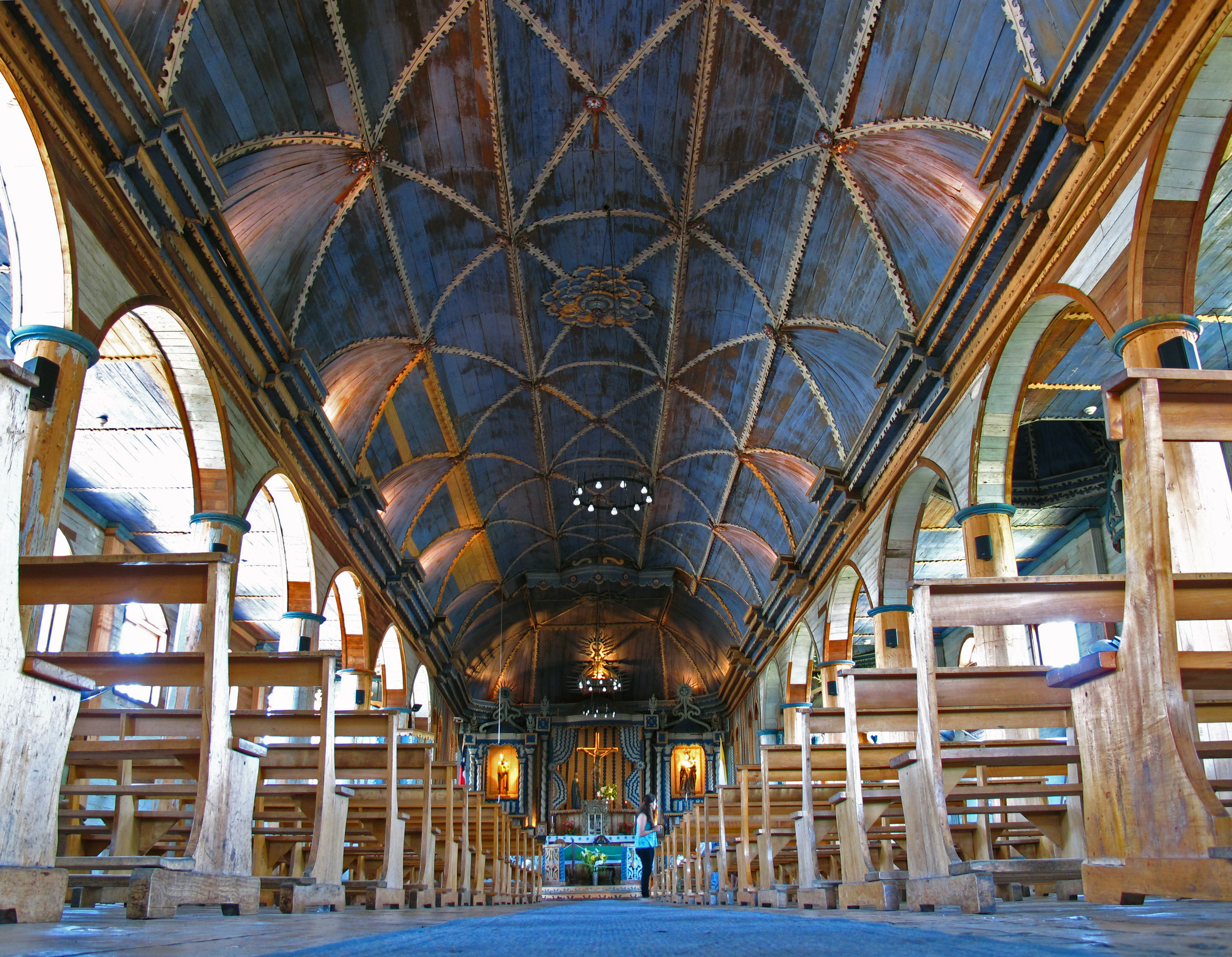
Nau central de l'església
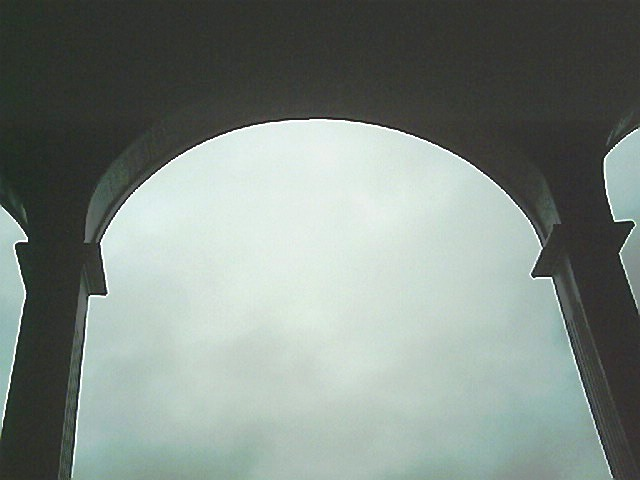
Arc central